# Кольпани, Андреа
Андреа Кольпани (итал. Andrea Colpani; род. 11 мая 1999, Брешиа, Ломбардия) — итальянский футболист, полузащитник клуба «Монца».

## Клубная карьера
Кольпани — воспитанник клуба «Аталанта». Летом 2019 года Андреа на правах аренды перешёл в «Трапани». 24 августа в матче против «Асколи» он дебютировал в итальянской Серии B. Летом 2020 года Кольпани был арендован клубом «Монца». 25 сентября в матче против СПАЛа он дебютировал за новую команду. 16 марта 2021 года в поединке против «Реджаны» Андреа забил свой первый гол за «Монцу». В 2022 году он помог команде выйти в элиту. По окончании аренды «Монца» выкупила трансфер Кольпани. 21 августа в матче против «Наполи» он дебютировал в Серии A. 

## Карьера в сборной
В 2019 году в составе молодёжной сборной Италии Скамакка принял участие в молодёжном чемпионате мира в Польше. На турнире он сыграл в матче против команд Мексики, Японии и дважды Эквадора.